# Акпан (Осакаровський район)
Акпа́н (каз. Ақпан) — село у складі Осакаровського району Карагандинської області Казахстану. Входить до складу Батпактинського сільського округу.
Населення — 212 осіб (2021; 272 у 2009, 468 у 1999, 624 у 1989).
Національний склад станом на 1989 рік:
- німці — 100 %.

До 2002 року село називалось Новий Кронштадт.